# Brunsberg, Arvika
Brunsberg är en by i Brunskogs socken i Arvika kommun. Där uppfördes den första hammarsmedjan 1686 och järnmalm bröts under en lång period. Brunsbergs kvarn finns kvar och där bedrivs kafé sommartid.